# SEK Természettudományi Centum
A SEK Természettudományi Centum a Savaria Egyetemi Központ - és ennek révén az Eötvös Loránd Tudományegyetem - szombathelyi természettudományi kara 2017. február 1. óta.

## Történet
Jogelődje az egykori Berzsenyi Dániel Főiskola (BDF) Természettudományi Kara volt, mely 2002-ben alakult. Elődszervezete már 1992-ben létrejött Természettudományi Intézetként, nem külön karként. Az intézményben 1954-ben folyt már matematikatanár képzés, majd 1984-ben biológia, földrajz, kémia szakokon is elkezdődött az oktatás, később ezeket követte a környezettan, a gazdálkodási menedzsment, az ipari termék- és formatervező és a műszaki menedzser szak. 2008-ban a BDF és az Nyugat-magyarországi Egyetem összeolvadása után tovább bővült a kar, 2015-től pedig a karon gépészmérnökképzés indul, duális és hagyományos formában. 2017. február 1-jével a szombathelyi campus úgy döntött, hogy az időközben Soproni Egyetem nevet felvett NyME-ből kiválik és az Eötvös Loránd Tudományegyetemhez csatlakozik, annak szombathelyi képzési központjaként.

## Vezetők
A kar vezetője 2019-ben Dr. Balogh András, centrumvezető.

## Tanszékek, intézetek
Savaria Matematikai Tanszék
Savaria Fizikai Tanszék
Savaria Biológiai Tanszék
Savaria Természettudományi Tehetségpont
Savaria Földrajzi Tanszék
Savaria Kémiai Tanszék